# Klein Antal
Klein Antal (Gádor, Bács-Bodrog vármegye, 1885. december 27. – Rohonc, Ausztria, 1979. november) magyarországi német földbirtokos, főispán, országgyűlési képviselő.

## Élete
A Bács-Bodrog vármegyei Gádoron született 1885. december 27-én, római katolikus vallásban. Felsőfokú tanulmányait a budapesti tudományegyetem jogi karán folytatta, ugyanott avatták jogi doktorrá is. Két éven át filozófiai és teológiai tanulmányokat is folytatott, Innsbruck egyetemén. Részt vett egy hosszabb külföldi tanulmányúton is, amelyről hazatérve a bírói pályára lépett, ám betegsége miatt nem sokkal később ott hagyta ezt a területet és visszavonult, hogy a Paks melletti, biritópusztai birtokain gazdálkodjék tovább – nem is eredménytelenül, hiszen idővel elsőrendű gazdasággá fejlesztette azt. 
A kommün bukását követően Tolna vármegyében részt vett a Független Kisgazdapárt megalakításában és egyik lelkes közreműködője volt a kisgazdák önszerveződő mozgalmának. 1920 májusában a megye főispánjává tették meg.
A tanácsköztársaság utáni második, 1922–1926 közti nemzetgyűlésnek egy időközi választás eredményeként lett tagja, amikor is a tolnai választókerületben nagy szótöbbséggel választották meg az Egységes Párt színeiben, több másik jelölt ellenében; ebben a ciklusban a népies agrár ágazat támogatója volt. A következő választási ciklusban szintén Tolnát képviselte, azon frakciótársai közé tartozva, akik nem titkolták elégedetlenségüket a kormányzat pénzügyi és adópolitikája kapcsán.
1931-ben ismét korábbi kerületében nyert el parlamenti mandátumot, egységespárti programmal, de később kilépett a kormánypártból és a Független Kisgazdapárthoz (FKGP) csatlakozott; a soron következő, 1935-ös választás után már ennek színeiben tarthatta meg mandátumát. Ugyanebben az időszakban már egy nagy múltú, mérsékelt nemzetiségi politikát folytató országos német nemzetiségi szervezet, a Deutscher Volksbildungsverein egyik irányítójaként is széles körű ismertséget tudhatott maga mögött.
A vármegye egyik, a tolnaival szomszédos választókerületében – Bonyhádon – az 1935–1939 közti ciklusban, lemondások miatt két időközi parlamenti választást is kellett tartani, és ezek közül a második alkalmával a parlamenti polgári pártok egyöntetűen az ő jelöltsége mellett foglaltak állást. Ennek eredményeként az egyetlen, volksbundista jelölt ellenében ő nyerte meg a választást, így le kellett mondania Tolna városi választókerületi mandátumáról, ahol később, időközi választáson Tolnay-Knefély Ödön lett a képviselő.
1939-ben viszont a Magyar Élet Pártja erős ellenfelet indított vele szemben a völgységi kerületben: Mühl Henriket, a ráadásul helyben is lakó orvost, aki Kleinhez hasonlóan ugyancsak egy országos német nemzetiségi – ám a nemzetiszocializmussal jóval inkább szimpatizáló – szervezet, a Volksbund egyik irányítója volt. A bonyhádi választás Mühl nagy arányú győzelmével zárult – 9821 szavazatot szerzett Klein 4258 szavazata ellenében –, de megtarthatta mandátumát a megyei kisgazda lajstrom révén Klein is. Kettejük közt ennélfogva később, a képviselőházban is kialakultak élénk szópárbajok.